# ماثاس ابيل
ماثاس ابيل (بالألمانية: Mathias Abel)‏ (22 يونيو 1981 بكايسرسلاوترن في ألمانيا - ) هو لاعب كرة قدم ألماني في مركزي الدفاع وقلب الدفاع. شارك مع منتخب ألمانيا تحت 21 سنة لكرة القدم. أما مع النوادي، فقد لعب مع بوروسيا دورتموند 2 وشالكه 04 وماينتس 05 ونادي كايزرسلاوترن ونادي هامبورغ و1. FC Kaiserslautern II ‏ وآينتراخت باد كرويتسناخ ‏.

## روابط خارجية
- ماثاس ابيل على موقع قاعدة بيانات كرة القدم.إي يو (الإنجليزية)
- ماثاس ابيل على موقع بيانات كرة القدم. دي إي (الألمانية)
- ماثاس ابيل على موقع Soccerway.com (الإنجليزية)
- ماثاس ابيل على موقع عالم كرة القدم.نت (الإنجليزية)